# Erigorgus bakeri
Erigorgus bakeri är en stekelart som beskrevs av Dasch 1984. Erigorgus bakeri ingår i släktet Erigorgus och familjen brokparasitsteklar. Inga underarter finns listade i Catalogue of Life.